# Life as We Know It (film)
Life as We Know It är en amerikansk romantisk komedifilm från 2010 i regi av Greg Berlanti.

## Handling
Filmen handlar om det gifta paret Peter och Alison och deras respektive bästa vänner Messer (Eric) och Holly.
Peter och Alison försöker para ihop den sportälskande evige ungkarlen Messer med den driftiga konditorn Holly men med katastrofalt resultat - de avskyr varandra från första stund.
Peter och Alison får en dotter, Sophie, som Holly och Messer blir gudföräldrar till, och när föräldrarna omkommer i en trafikolycka dömer rätten dem båda till delad vårdnad. 
De rekommenderar att de för Sophies skull ska bo tillsammans i hennes föräldrahem.
Ingen av dem har någon erfarenhet av små barn och de har väldigt olika syn på hur man tar bäst hand om en liten ettårig flicka.
Dessutom avskyr de varandra - eller?

## Rollista
- Holly - Katherine Heigl
- Eric - Josh Duhamel
- Peter - Hayes MacArthur
- Alison - Christina Hendricks
- Sam - Josh Lucas